# Complexe sportif Şenol Güneş (Papara Park)
 (mars 2025).
Si vous disposez d'ouvrages ou d'articles de référence ou si vous connaissez des sites web de qualité traitant du thème abordé ici, merci de compléter l'article en donnant les références utiles à sa vérifiabilité et en les liant à la section « Notes et références ».
Le complexe sportif Şenol Güneş, plus communément appelé stade d’Akyazı, ou Papara Park pour des raisons de sponsoring, est un stade situé à Trabzon, qui appartient au club turc Trabzonspor et a remplacé le Stade Hüseyin-Avni-Aker. Il a été nommé d’après Şenol Güneş, un footballeur turc devenu entraîneur.

## Galerie

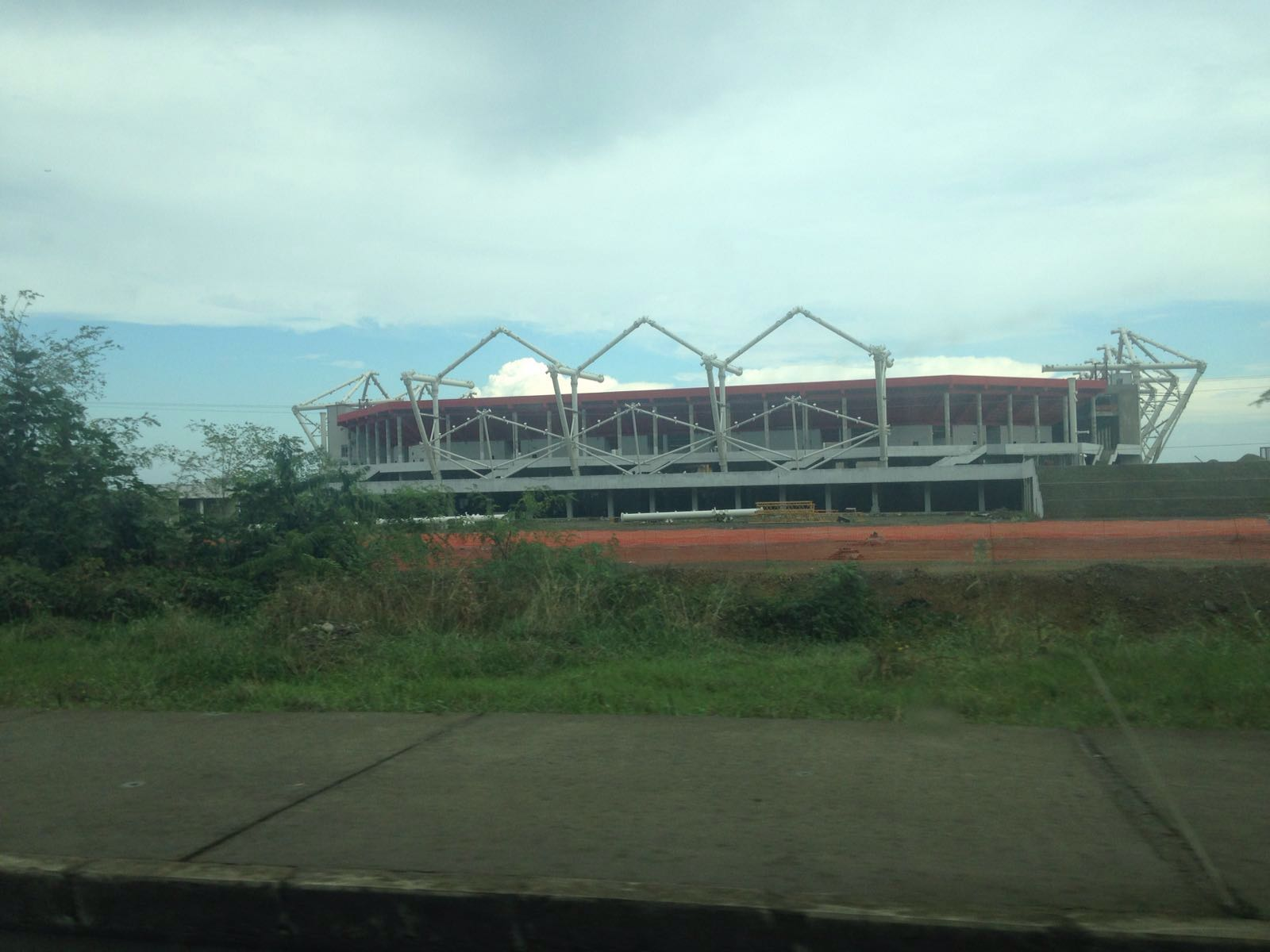
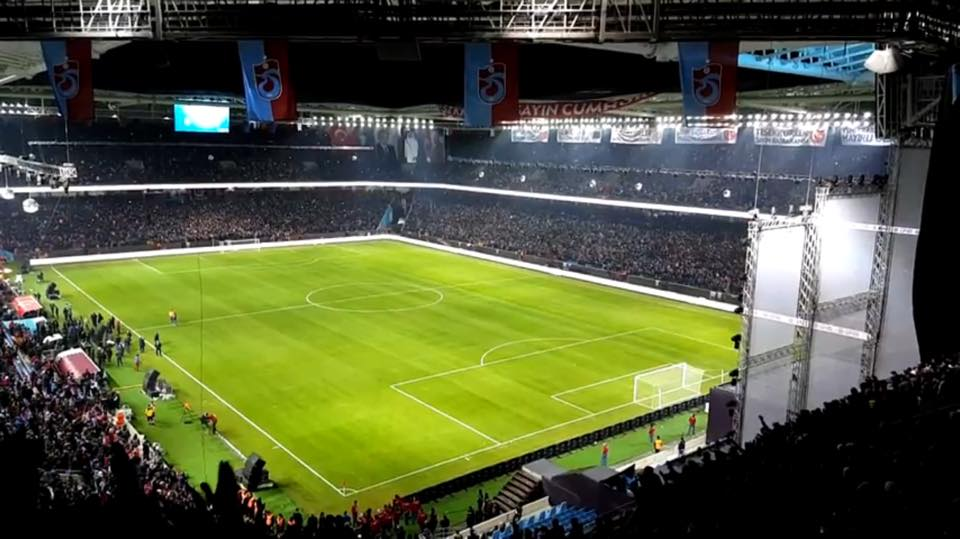
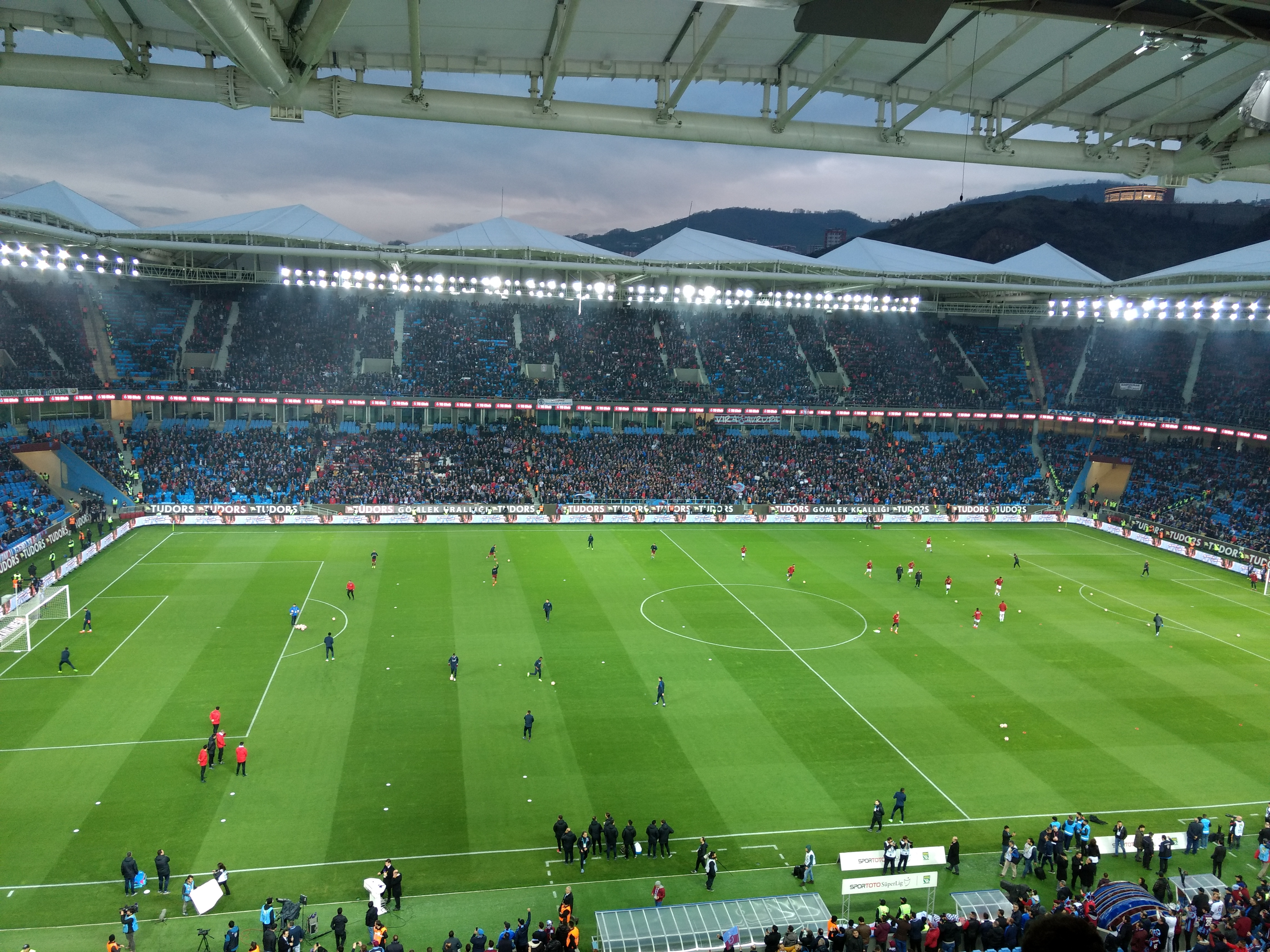
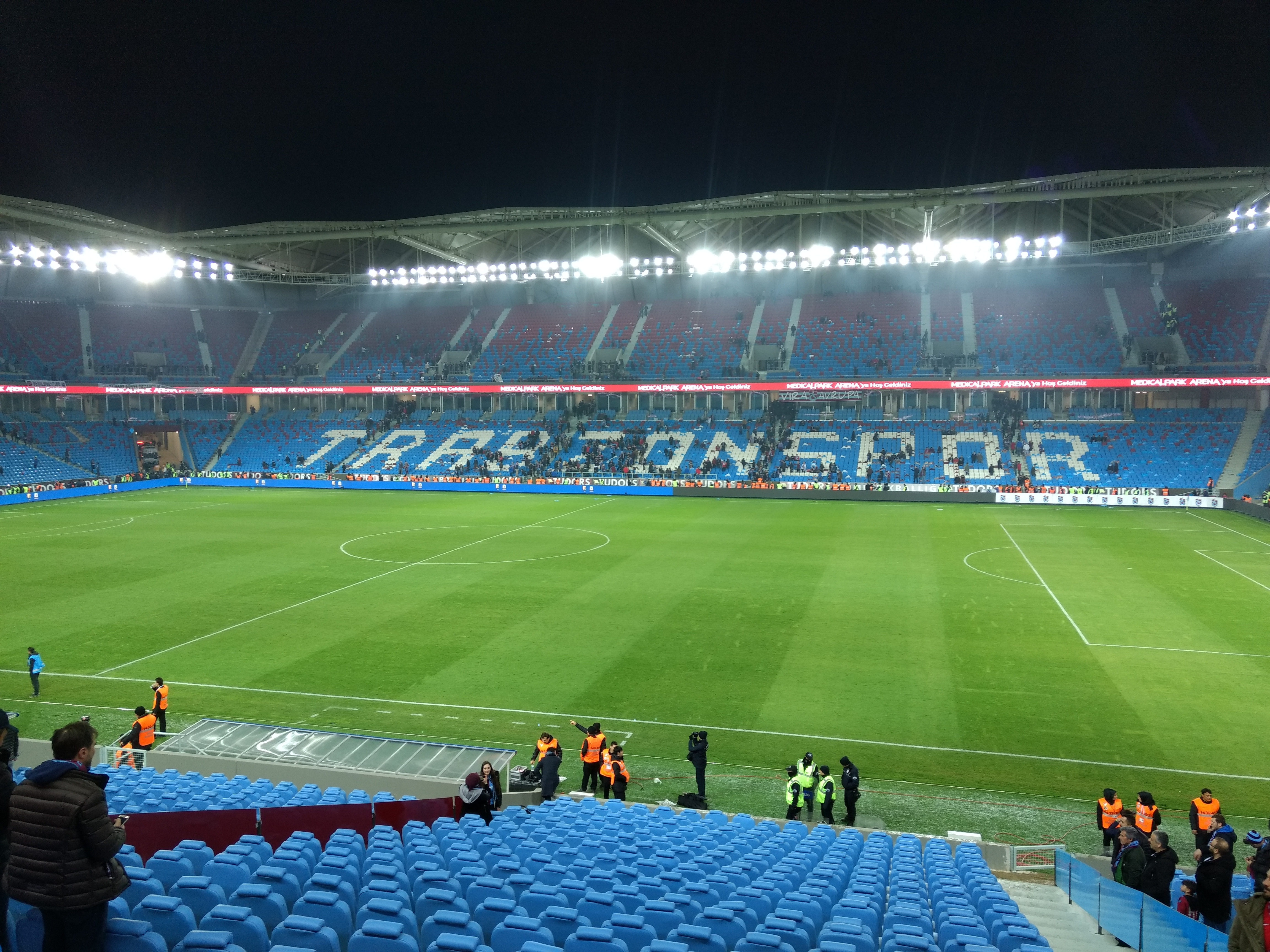
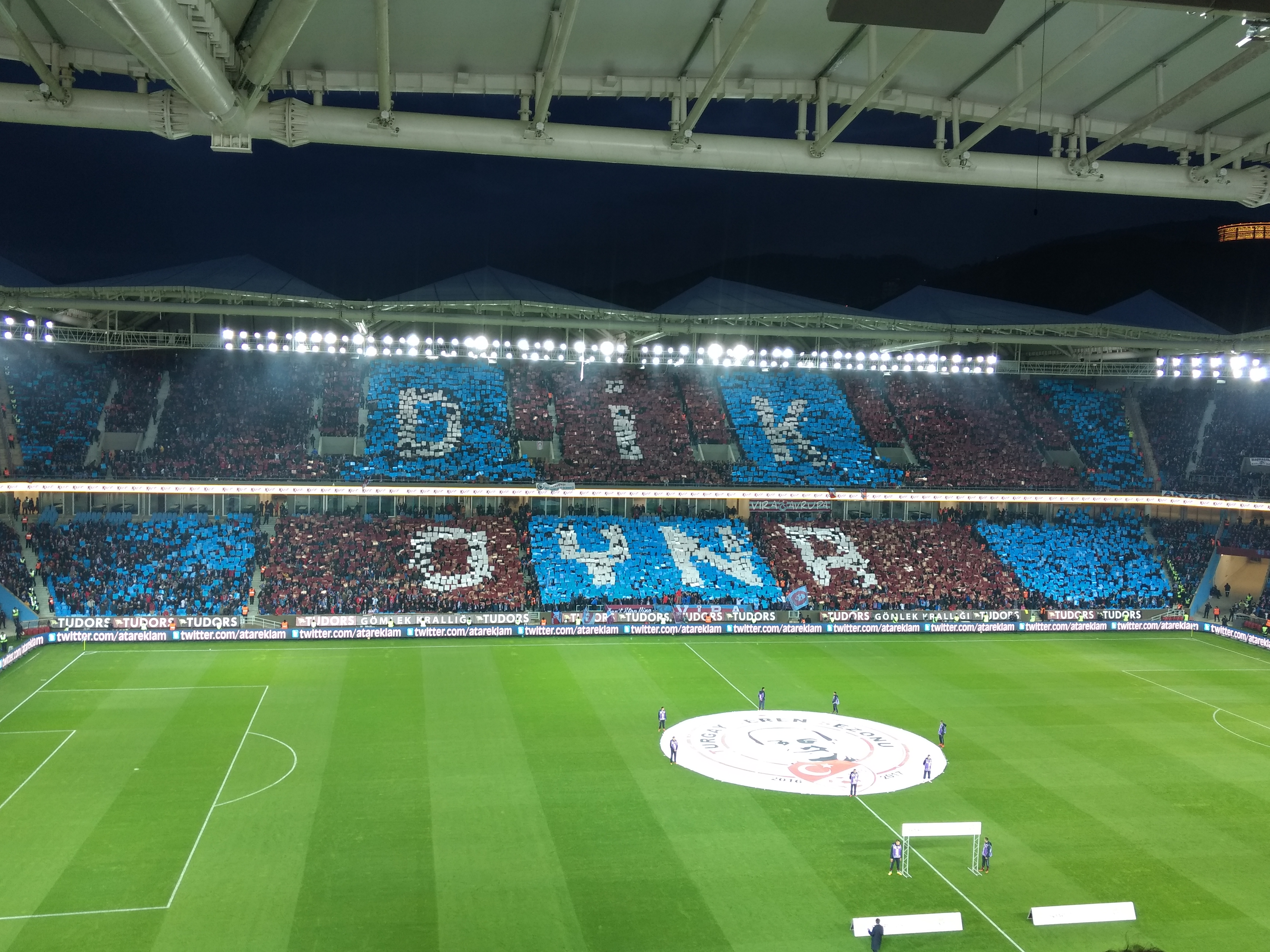